# Arta aztecă antică

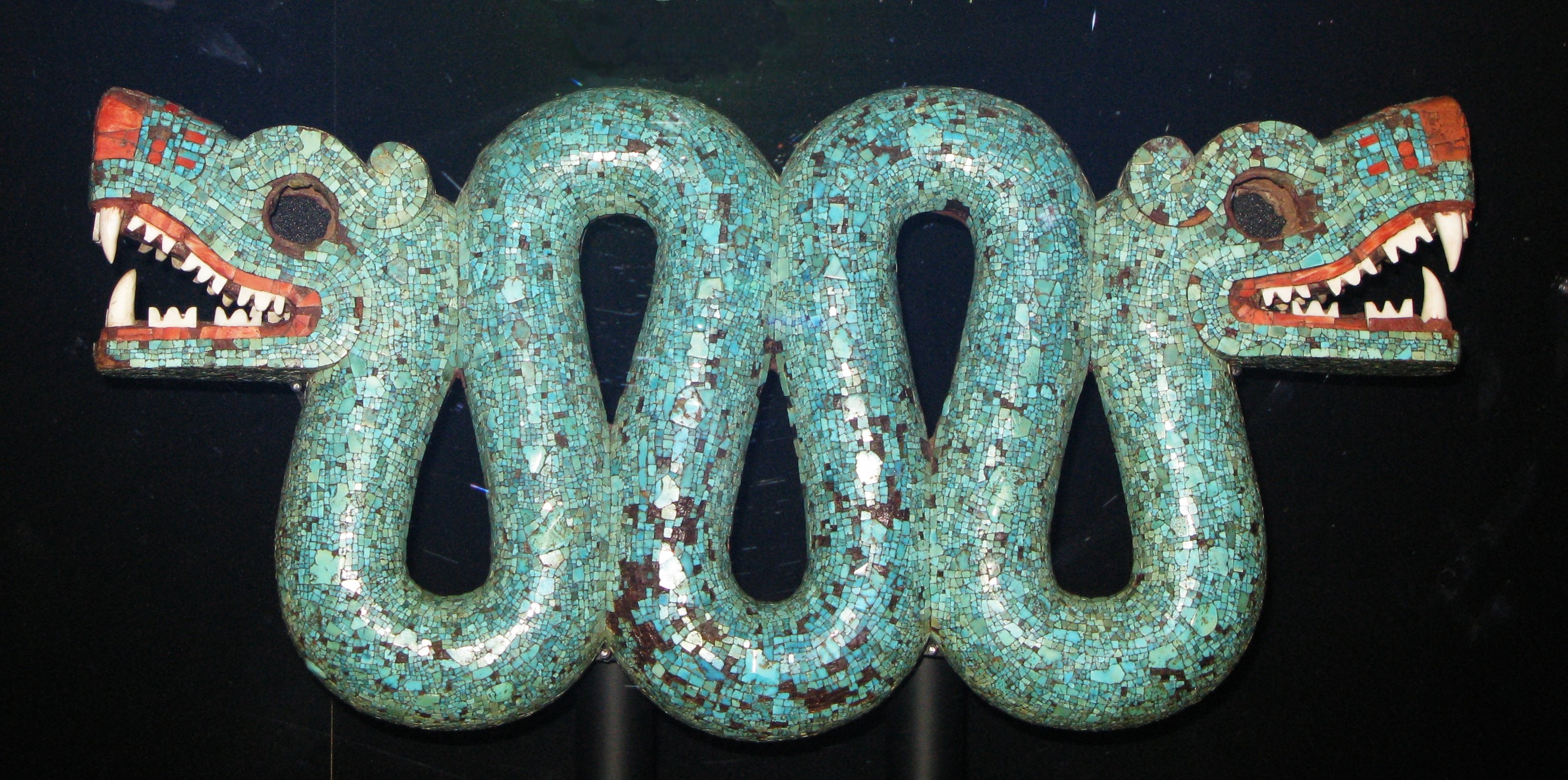
Șarpele aztec cu două capete

Prin termenul de artă aztecă antică se înțeleg operele de artă ale civilizației aztece. Aztecii nu aveau în vocabularul lor un echivalent al expresiei „arte frumoase”, ei necreând obiecte doar pentru frumuseațea lor. Totuși recunoșteau valoarea lucrurilor făcute cu îndemânare și pricepere, folosindu-le în principal ca să-și cinsteasă zeii. Arta aztecă s-a manifestat intens în domeniul arhitecturii și sculpturii și mai slab în cel al picturii și al desenului. Dansul s-a dezvoltat mai mult decât muzica și literatura, care fiind lipsită de o metodă efectivă de scriere, a rămas limitată la producția efemeră orală. Din cauza trecerii timpului și a factorilor externi, unele artefacte au fost distruse sau afectate, în timp ce multe ne-au rămas până astăzi.
La fel ca celelalte civilizații mesoamericane, și aztecii adorau sculpturile monumentale și imense de piatră. De-a lungul timpului, arta aztecă a fost influențată de arta popoarelor din apropiere, inclusiv de mayași.

## Caracteristici
- Realismul: majoritatea statuilor aztece reprezintă zei, oameni sau animale. Ele sunt pline de viață, având un realism impresionant.
- Zeii zoomorfi sau aproximativ zoomorfi: o parte a zeilor azteci sunt înfățișați ca fiind niște combinații între oameni și animale. Un exemplu este Quetzalcoatl, fiind reprezentat doar ca un șarpe cu pene sau ca o combinație între un șarpe cu pene și un om.
- Statuile zeilor sunt foarte complexe: statuile care reprezentau ceva divin sunt foarte decorate, un exemplu fiind Discul lui Coyolxauhqui.

## Meșteșugurile

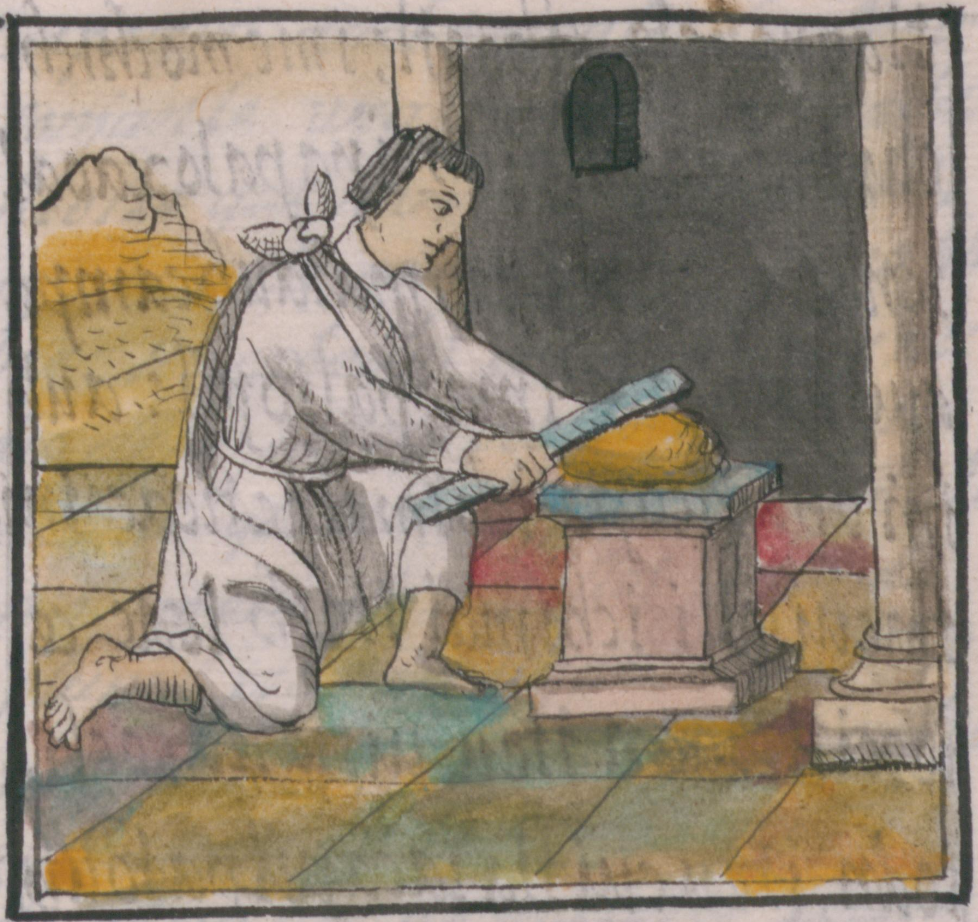
Meșteșugar aztec reprezentat în Codexul Florentin

Este evident faptul că aztecii nu erau o gloată de sălbatici jalnici. Ei se hrăneau cu alimente variate și gustoase, și trăiau în case confortabile și aerisite. Îmbrăcămintea lor stimula satisfacția interioară, care nu trebuie să fie confundată cu vanitatea. Modul lor de viață le dădea posibilitatea de a-și utiliza aptitudinile și de a schimba produsele create de ei înșiși cu oricare altele de care aveau nevoie.
Producerea bunurilor de uz personal adat un mare avânt meșteșugarilor pentru că bogăția și prosperitatea erau în mâinile oamenilor, nu în proprietatea abstractă, în dreptul asupra muncii altora.

## Sculptura

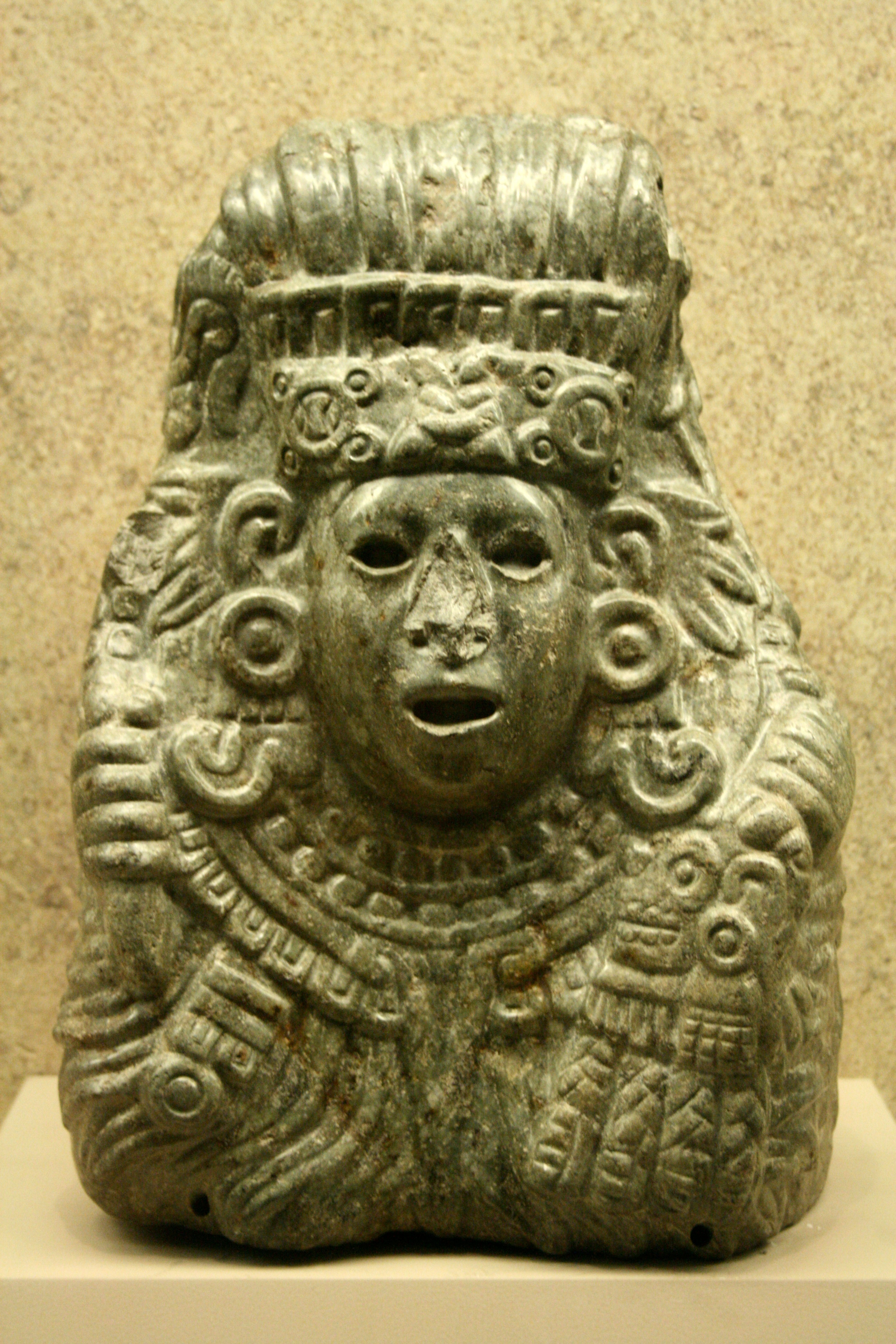
Bust de piatră al lui Quetzalcoatl care datează din aproximativ 1325 - 1521. El poate să fie văzut la British Museum din Londra, în Anglia
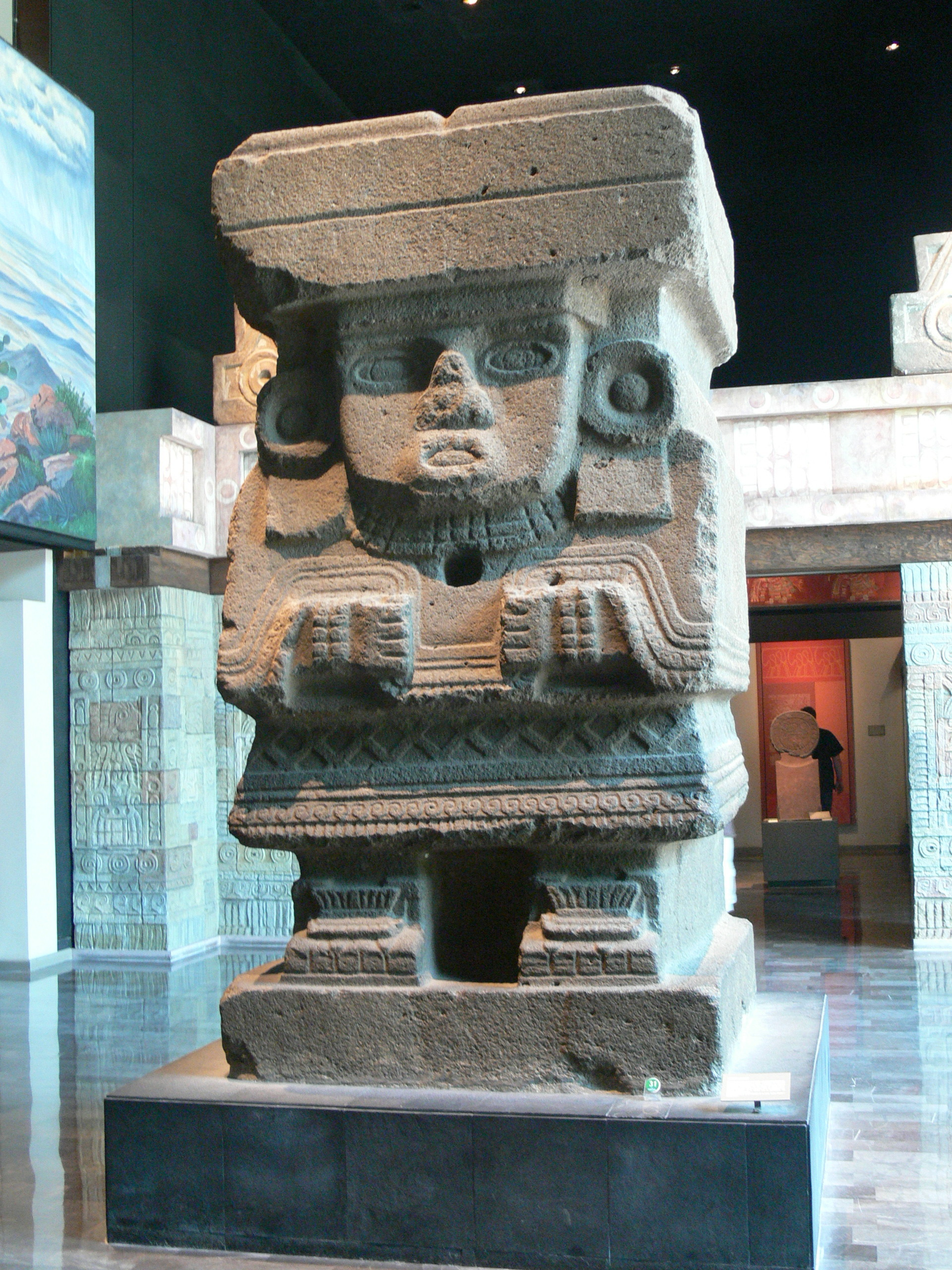
Statuie a zeiței Chalchiuhtlicue aflată în Muzeul Național de Antropologie al Mexicului
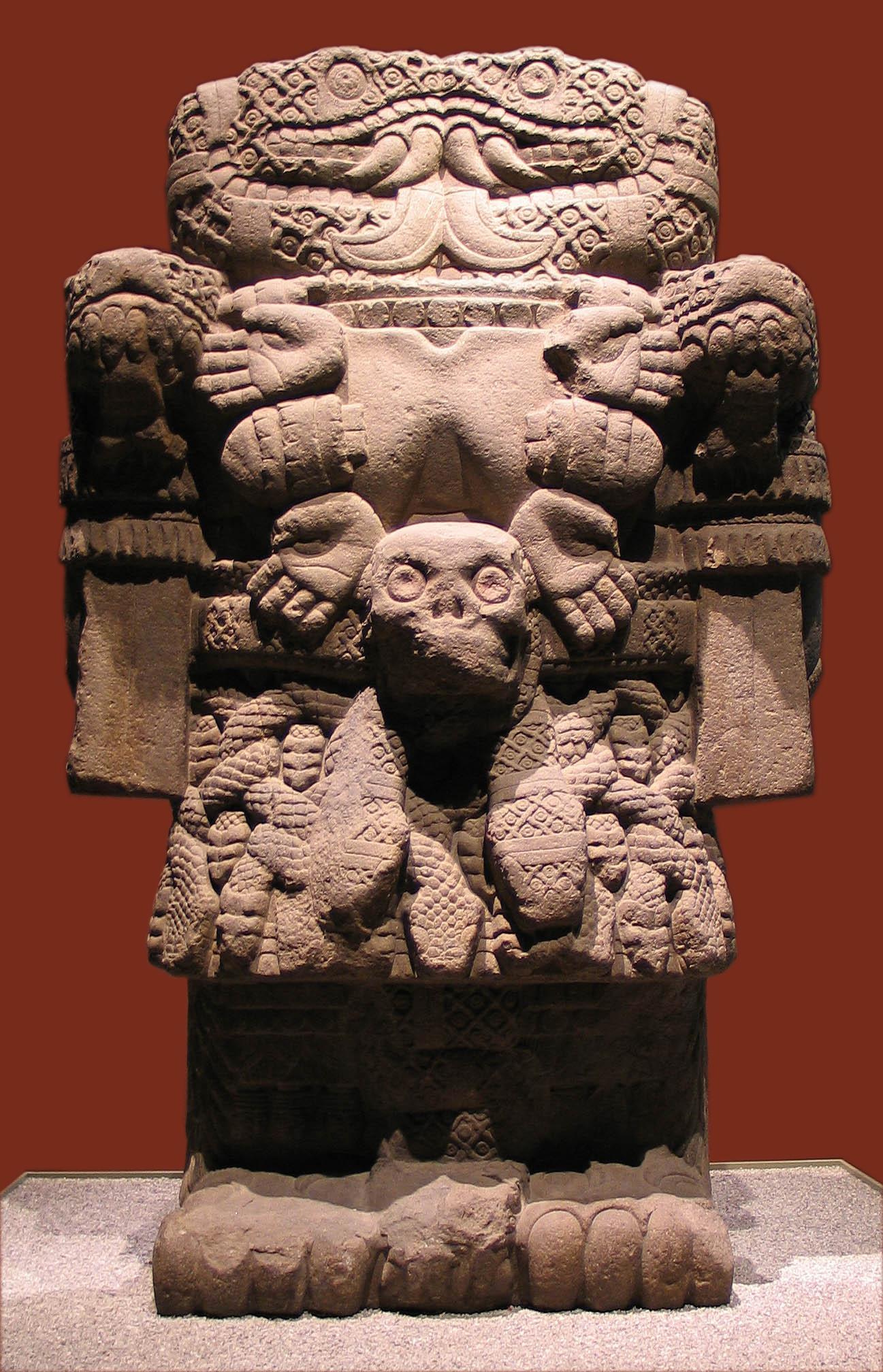
Statuia lui Coatlicue
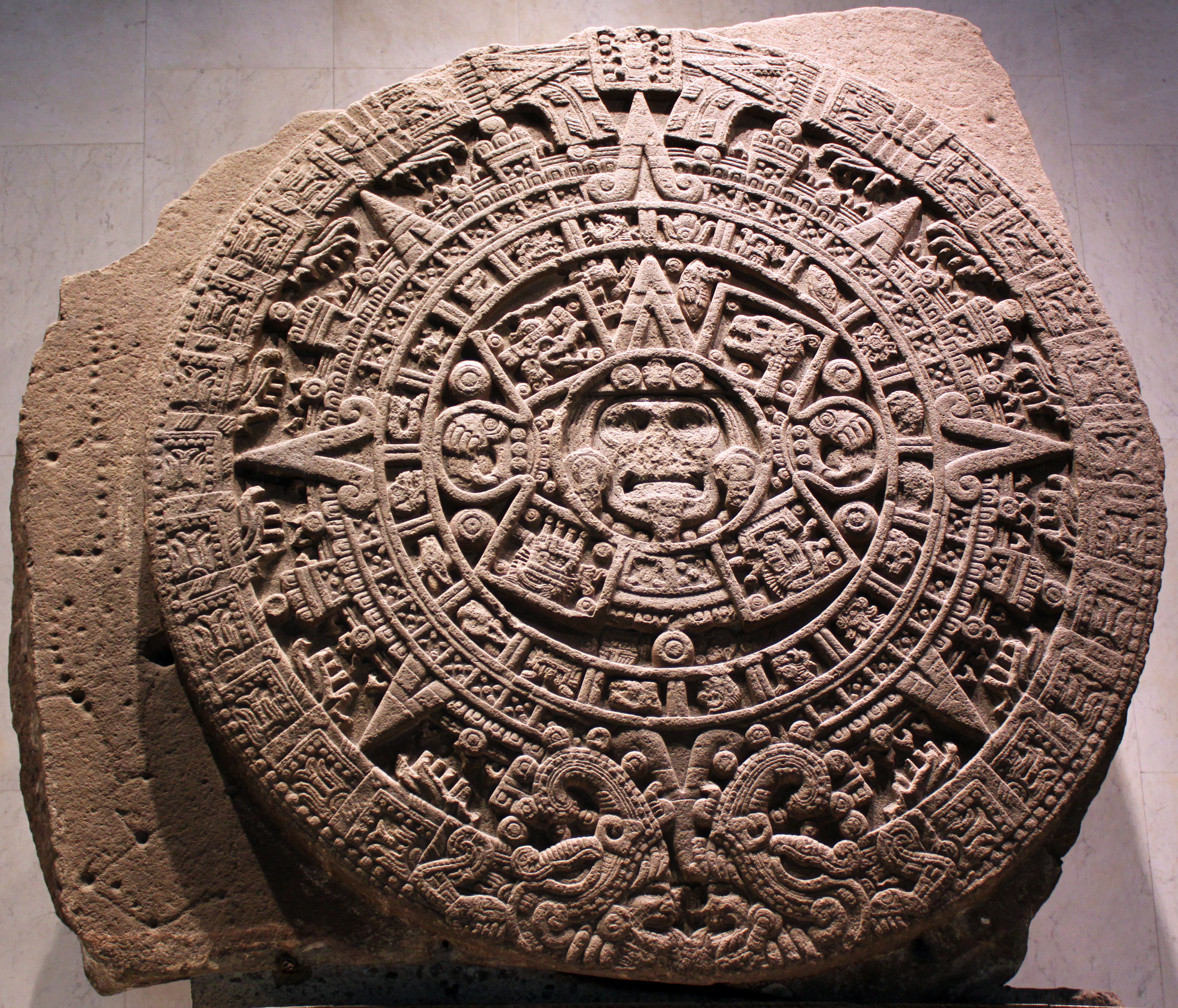
Piatra calendarului aztec
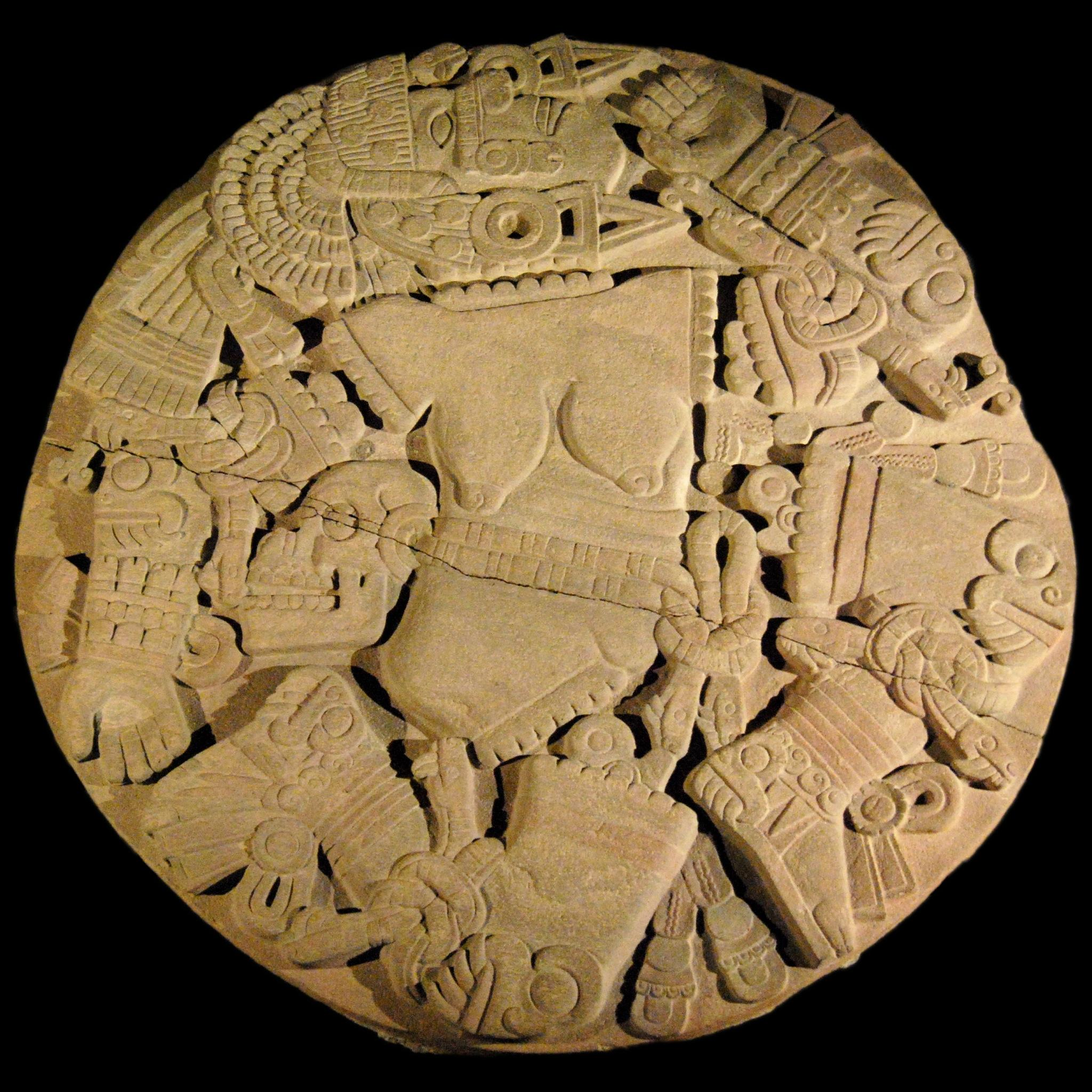
Discul lui Coyolxauhqui, descoperit în anul 1978 la Templo Mayor din Ciudad de México, Mexic
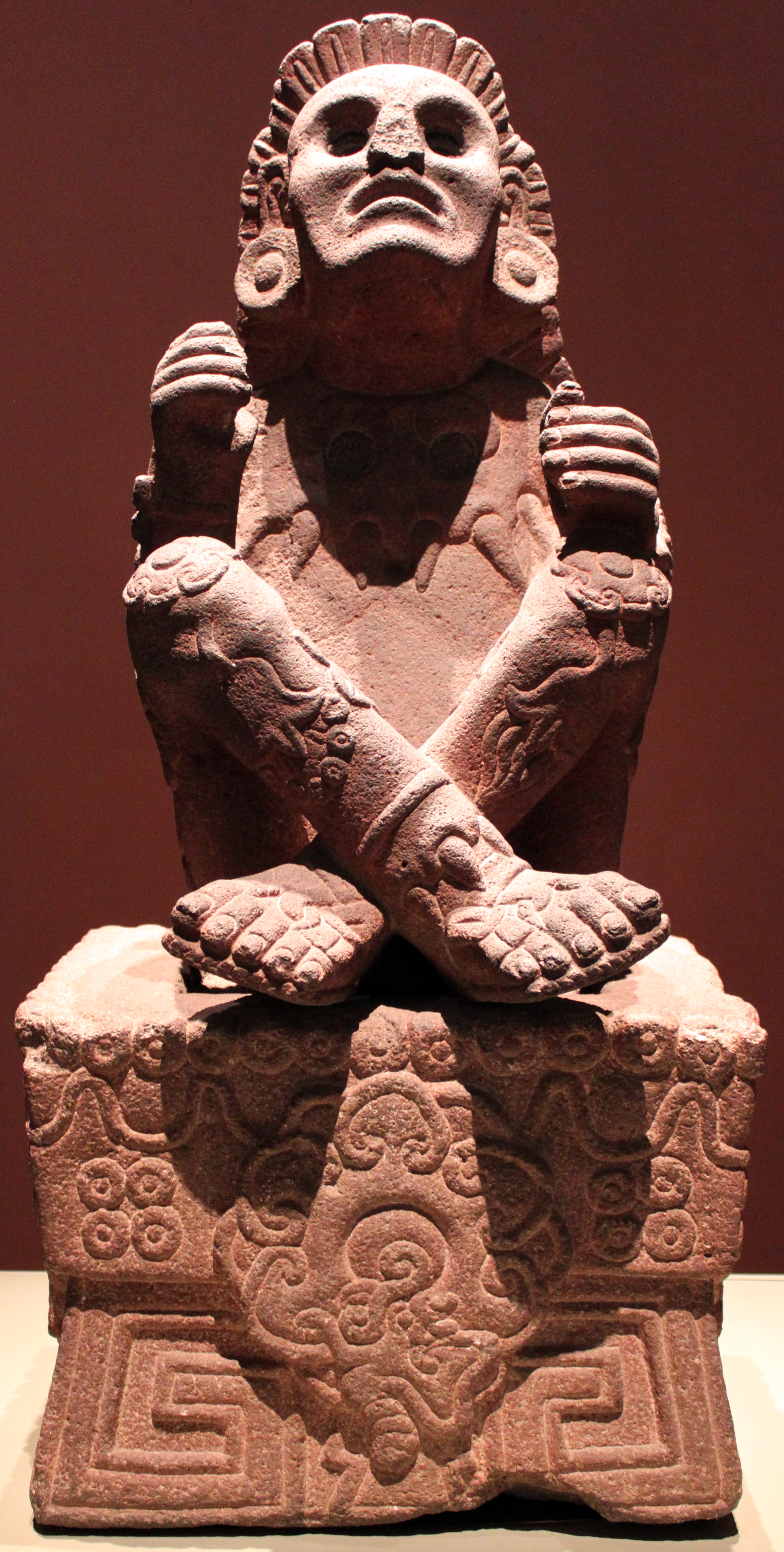
Statuie a zeului Xochipilli
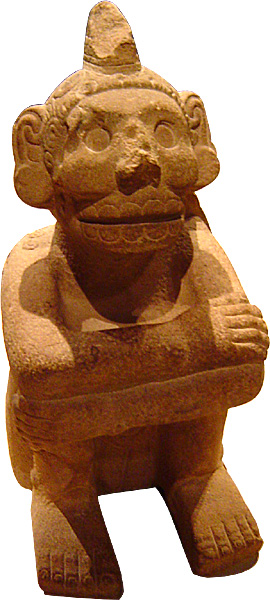
Statuie a zeului Mictlantecuhtli
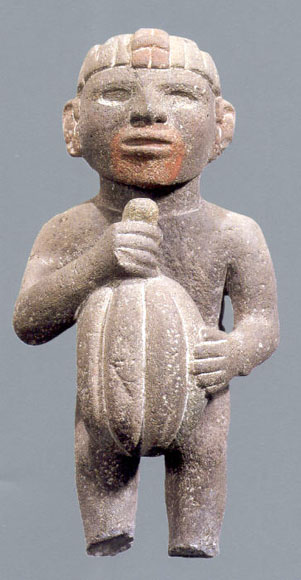
Sculptură aztecă care reprezintă un om ce consumă cacao

Aztecii au sculptat în multe tipuri de minerale, de la roci vulcanice obișnuite până la pietre prețioase. Majoritatea lor înfățișeau divinități, fiind expuse în locuri publice. La fel ca la celelalte civilizații mesoamericane, sculpturile aztecilor erau de dimeniuni mari.

## Arhitectura

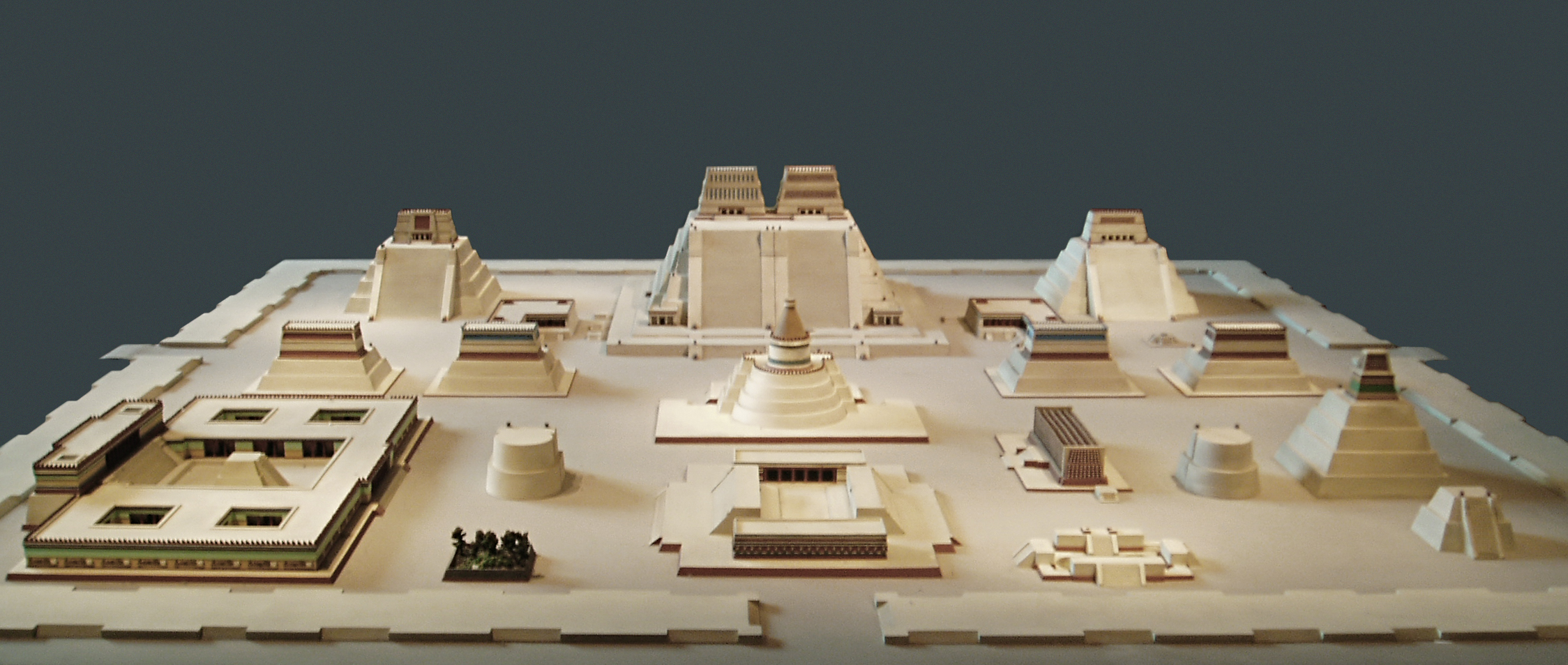
Machetă a Tenochtitlanului
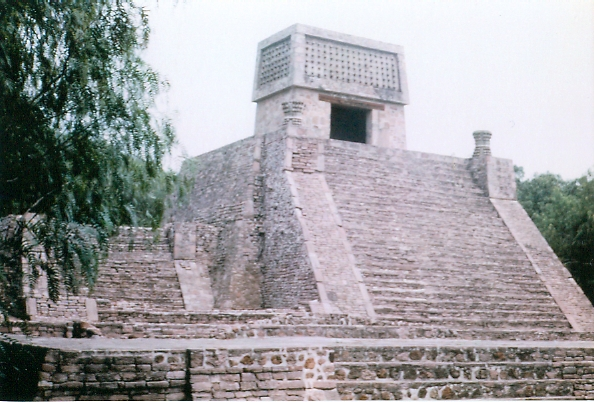
Piramida aztecă de la Santa Cecilia Acatitlan
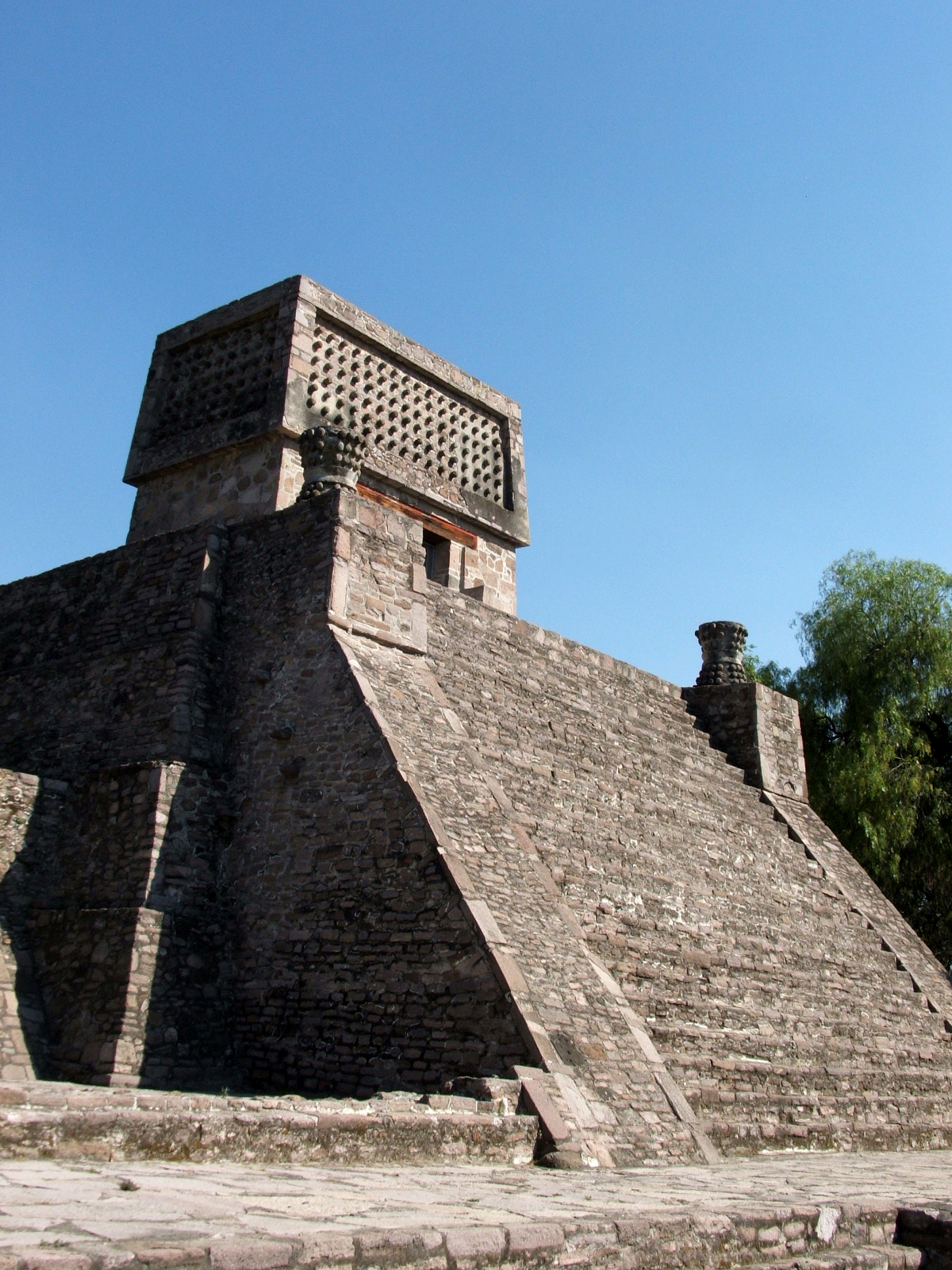
Piramida aztecă de la Tenayuca
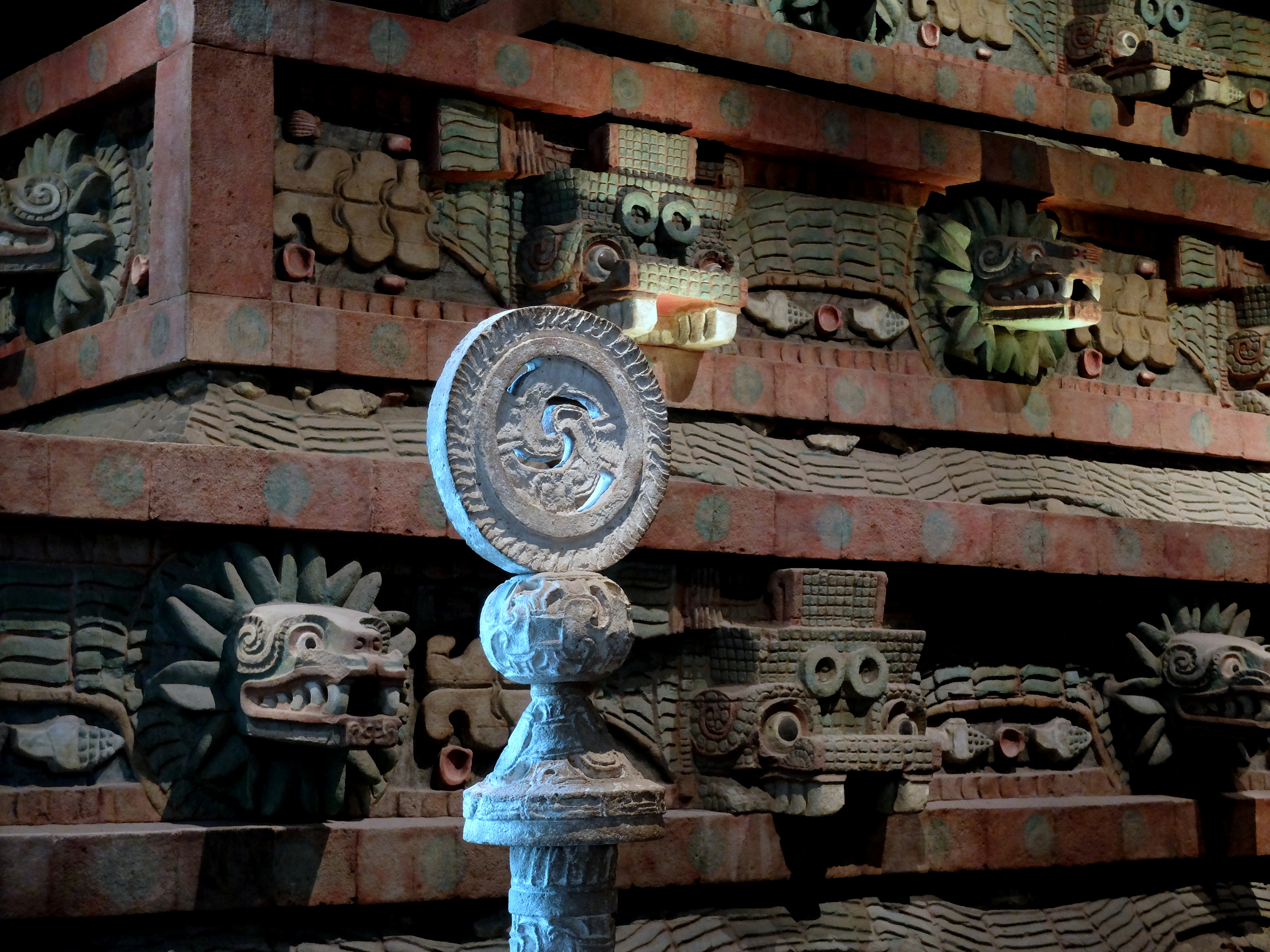
Parte a Teotihuacanului în care sunt reprezentați Quetzalcoatl (înfățișat aici ca niște capete de șarpe) și Tlaloc
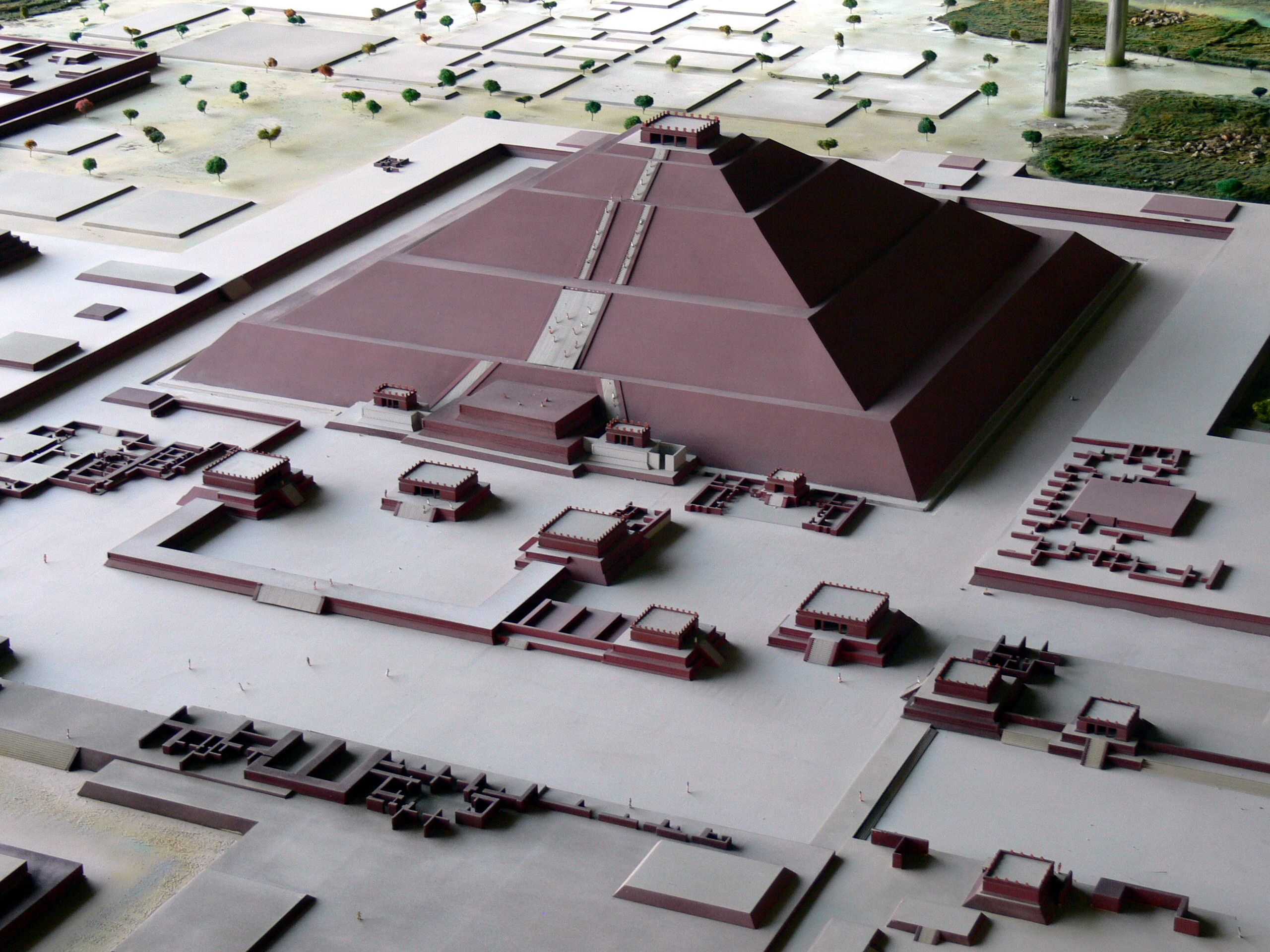
Reconstituire a Piramidei Soarelui de la Teotihuacan

Cea mai impresionantă manifestare a arhitecturii aztece sunt construcțiile religioase. Scopul principal al caselor era cel de a fii adăposturi. Edificiile publice cu caracter civil, ca locuința șefului sau casa giții (ginte = grup de oameni care provin dintr-un strămoș comun, formând unitatea de producție fundamentală a comunei primitive; formă de organizare socială proprie unui asemenea grup de oamen), erau doar replica pe scară mare a arhitecturii obișnuite.
Nici palatul lui Moctezuma I, alături de grupul de locuințe pentru aghiotanți (agiotant = ofițer atașat unui comandant sau unui șef într-o unitate militară, îndeplinind atribuții similare unui secretar) și pentru concubine, cu bazin de înot și menajerie, nu era prea diferit, ca structură sau ca plan fundamental, având un sistem de camere dreptunghiulare dispuse în jurul unui patio (curte interioară).

## Artefactele împodobite cumozaicuri

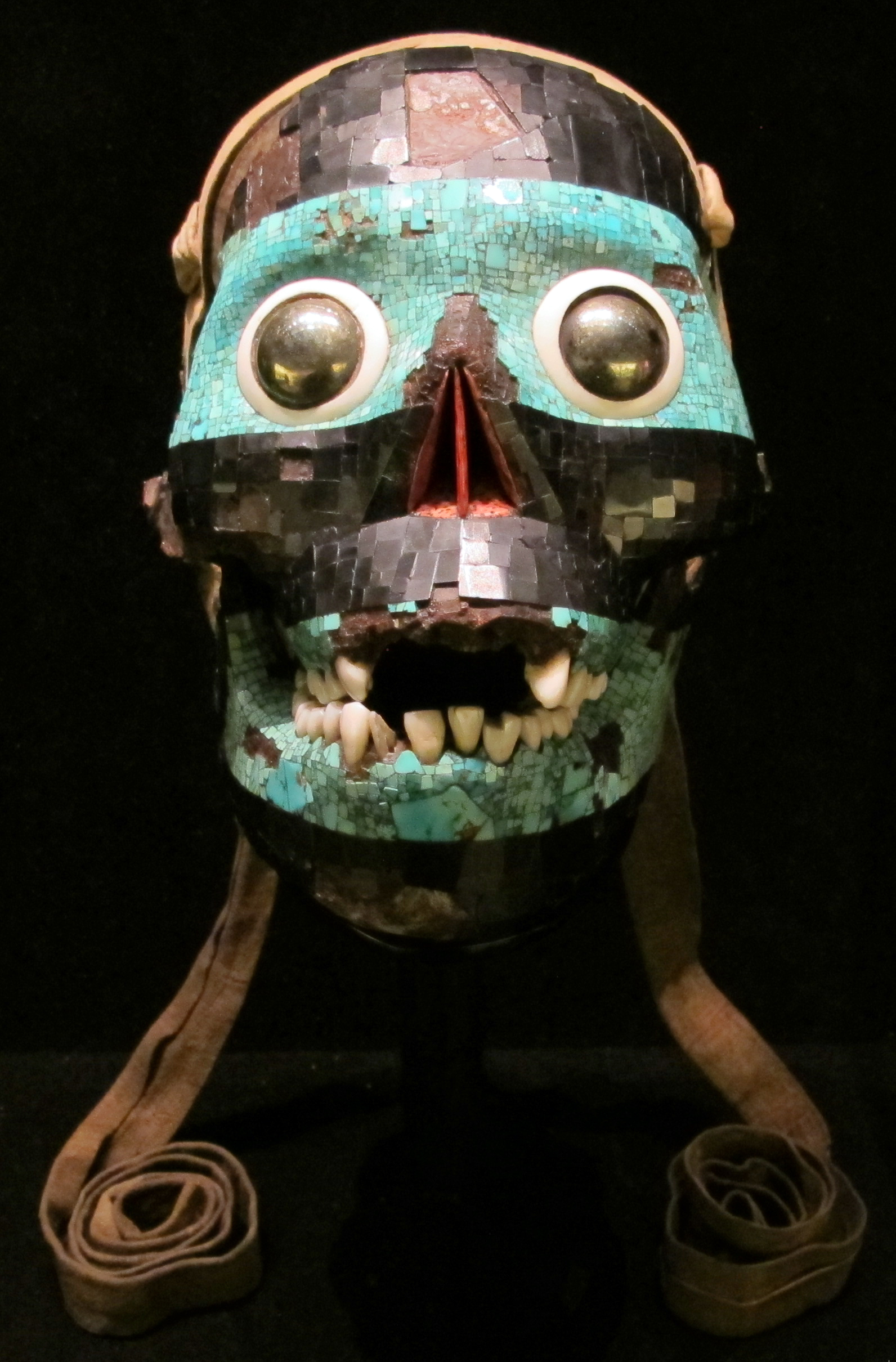
Masca lui Tezcatlipoca
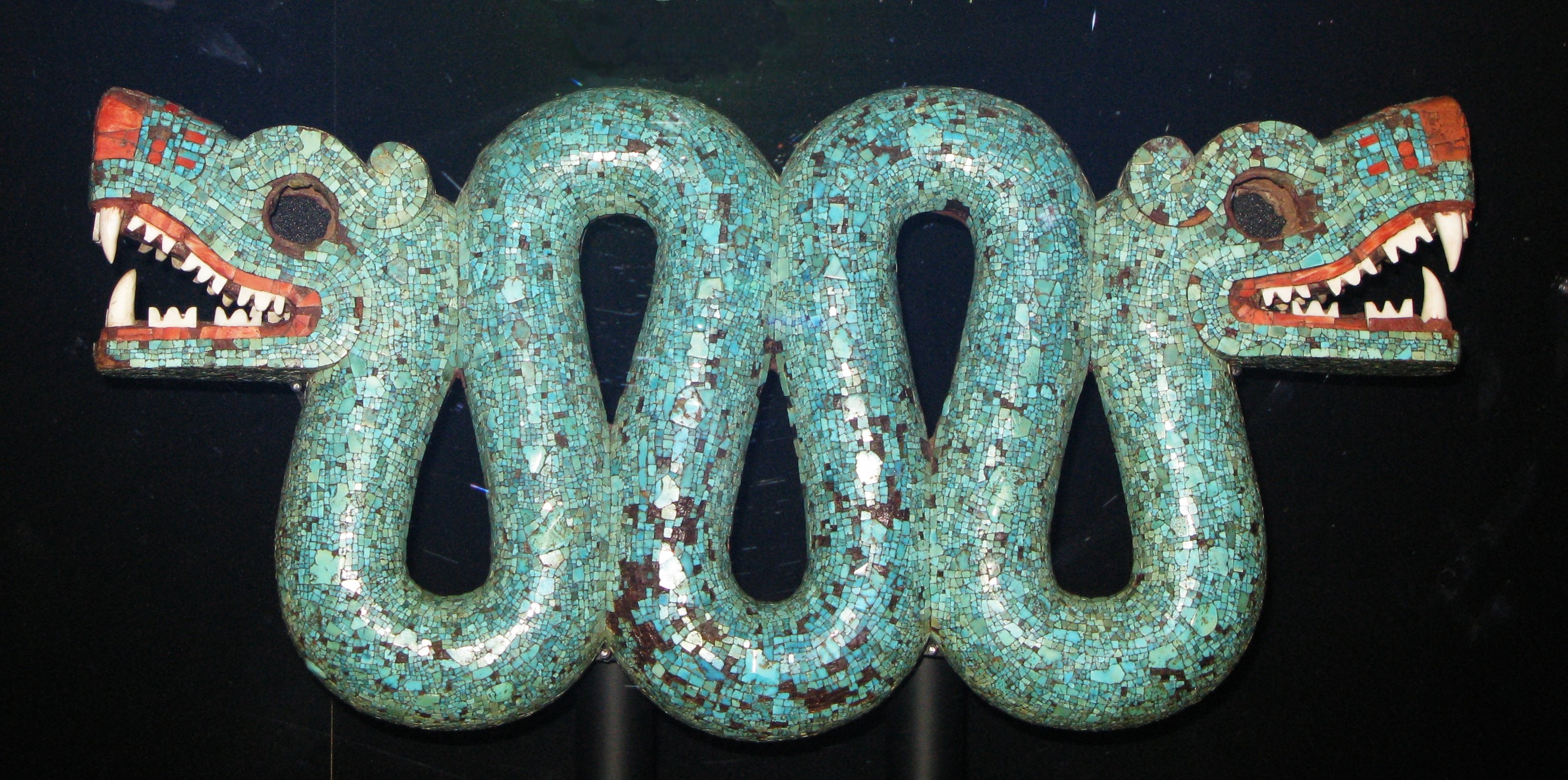
Șarpele aztec cu două capete
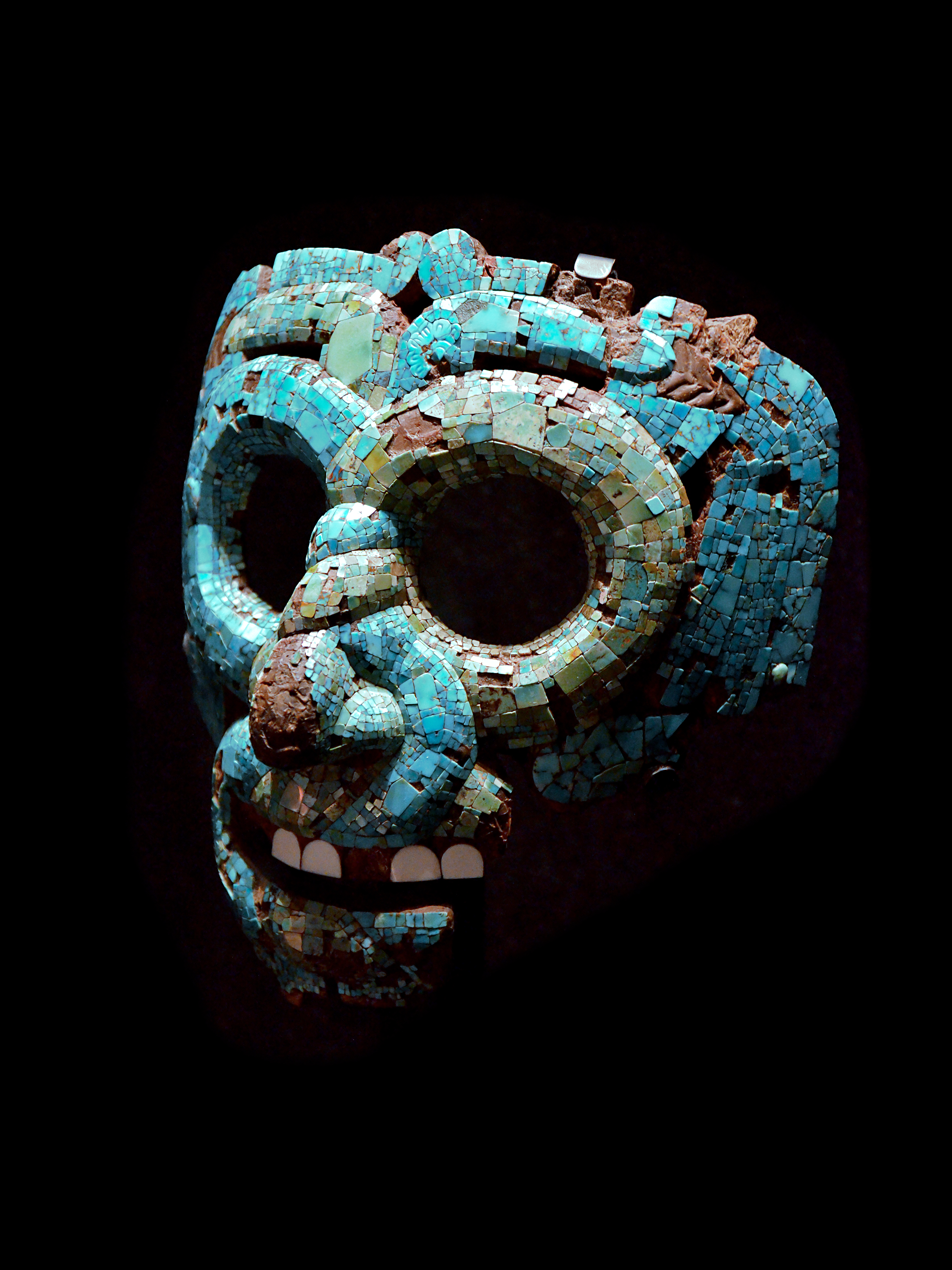
Masca lui Tlaloc sau Quetzalcoatl
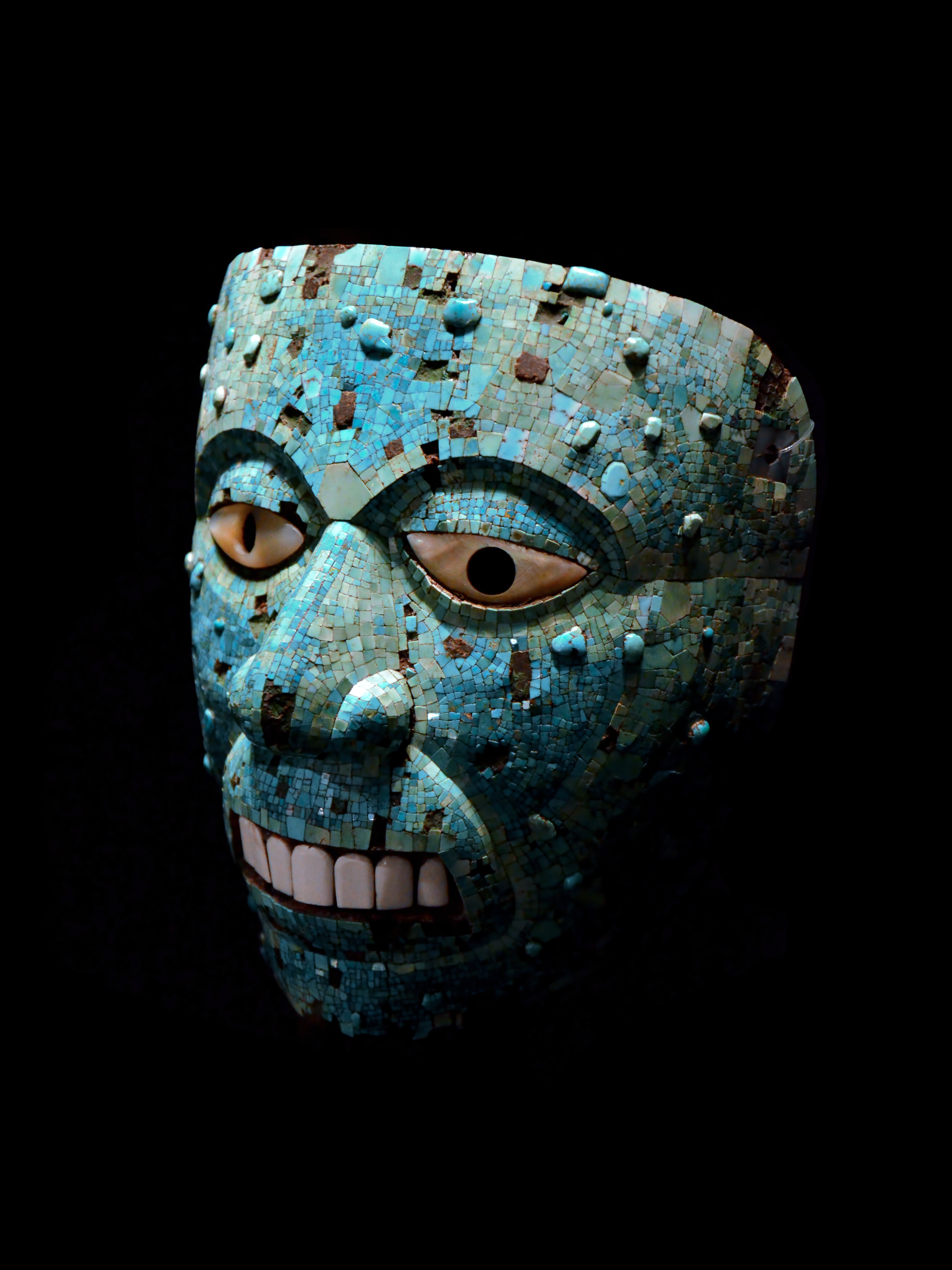
Masca lui Xiuhtecuhtli
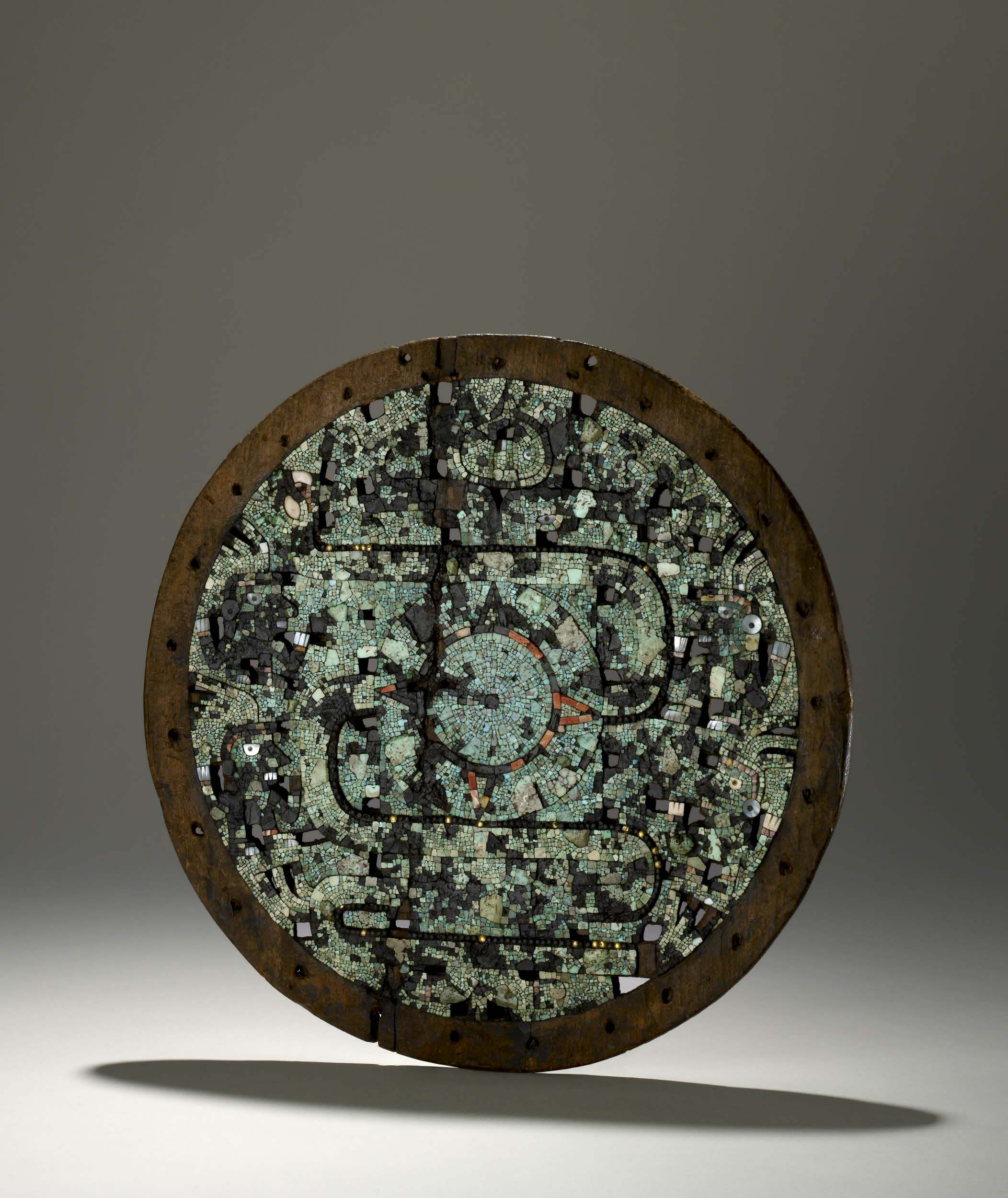
Scutul mixtec sau aztec
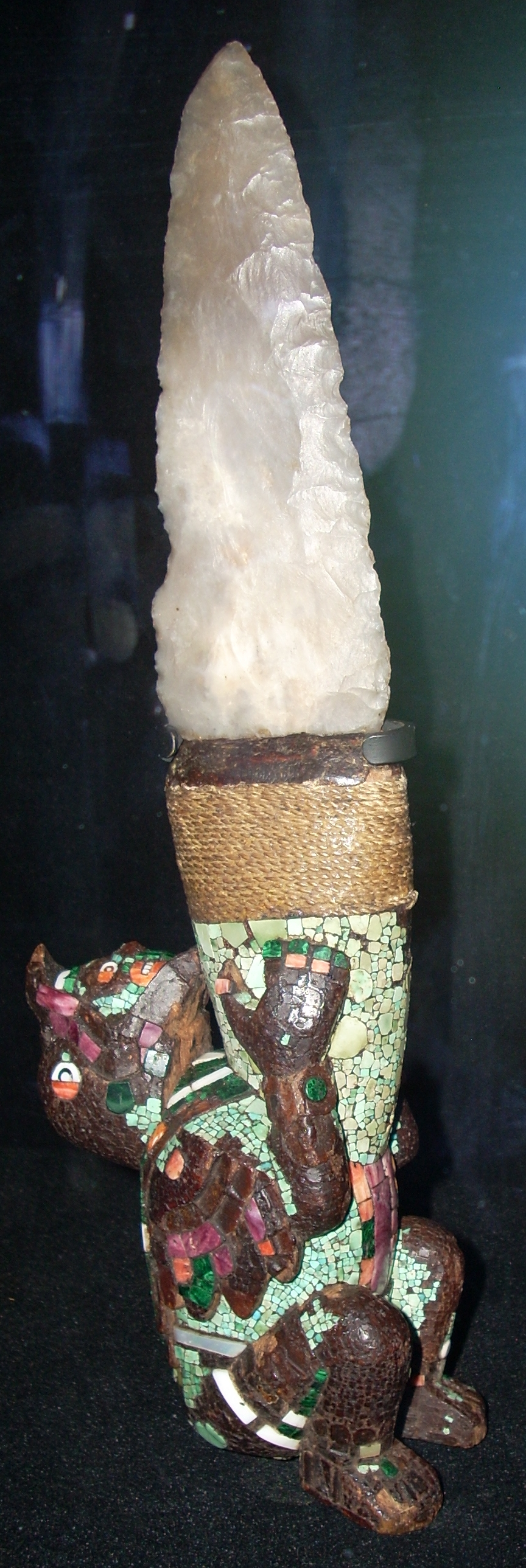
Cuțitul aztec cu mozaicuri
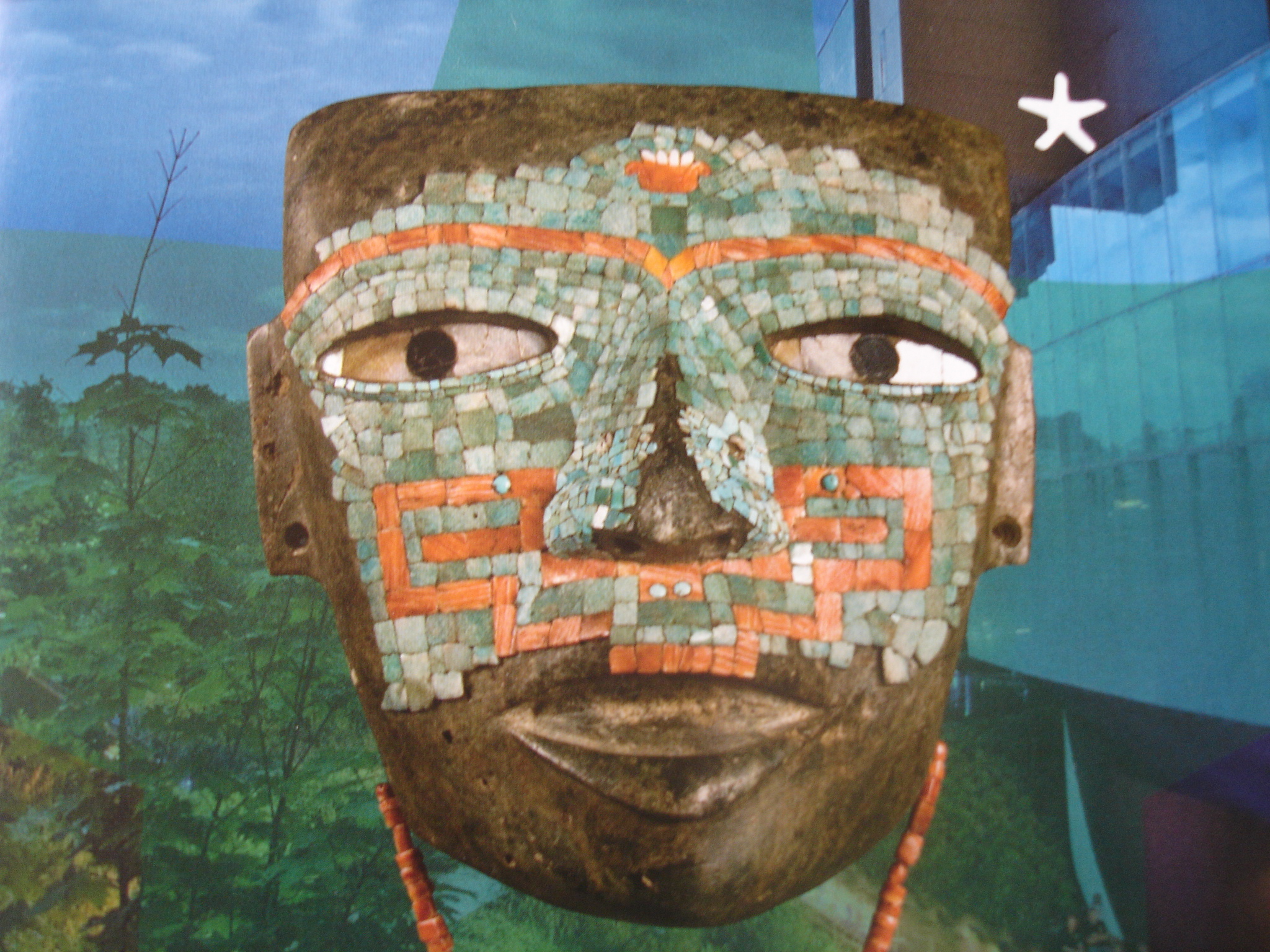
Masca funerară cu mozaicuri, este realizată din lemn și se află în Muzeul Național de Antropologie al Mexicului. Datează din aproximativ 300 - 650 e.n.
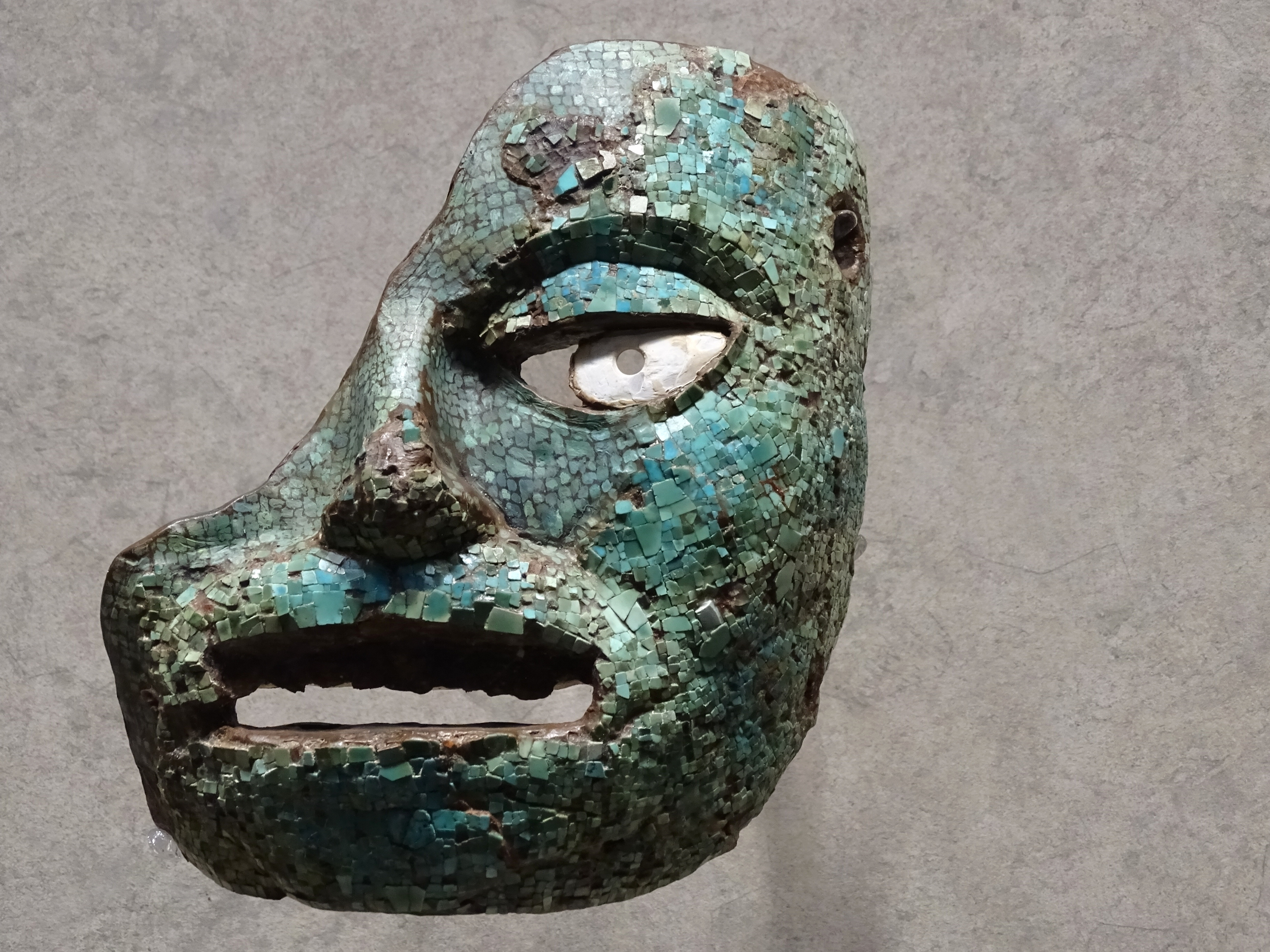
Mască care provine de la Oaxaca, expusă în Muzeul Național de Antropologie al Mexicului
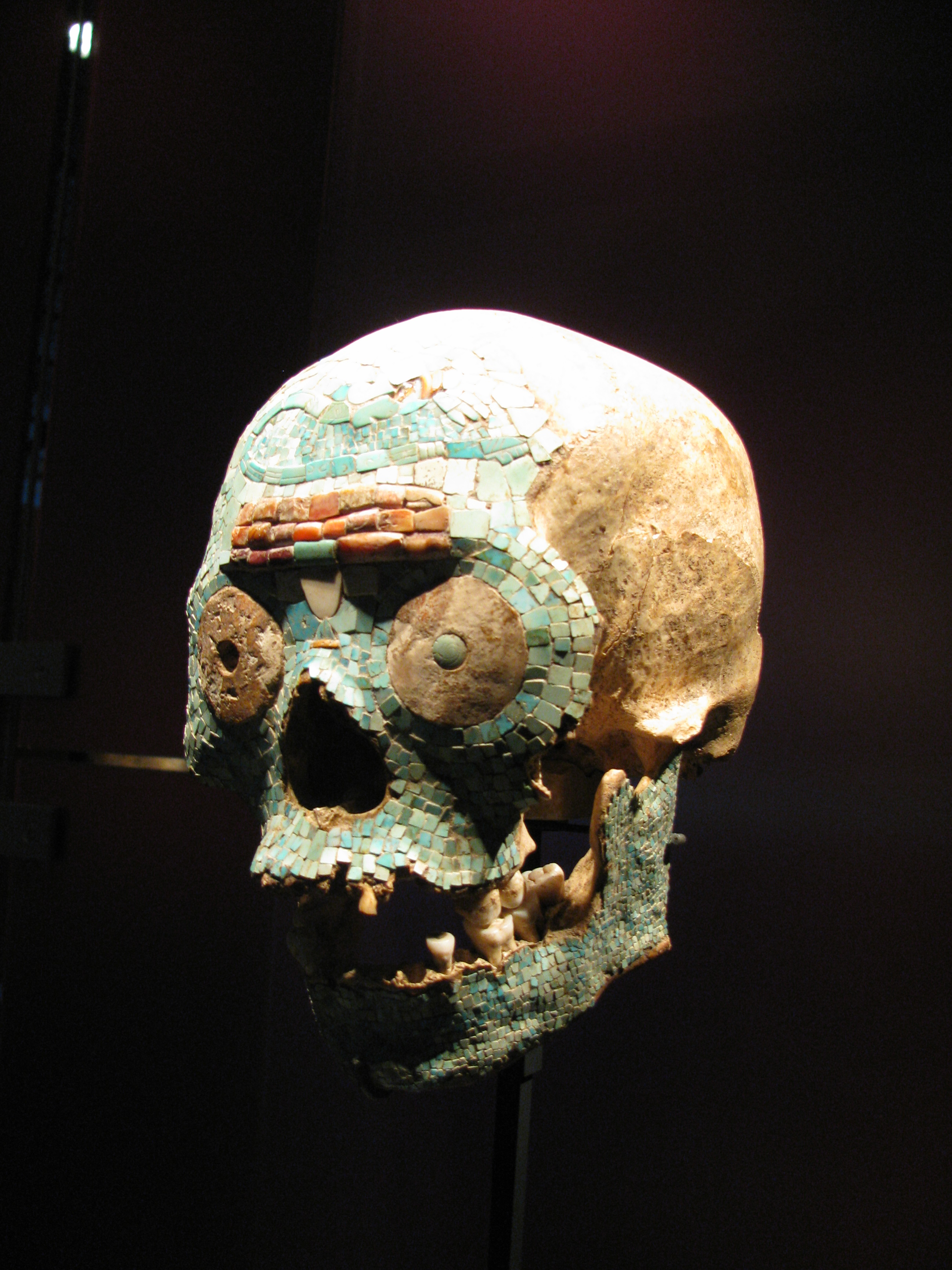
Craniu împodobit cu mozaicuri de turcoaz, scoici și perle. El datează din secolul al XV-lea și este expus în Muzeul Național de Etnologie din Țările de Jos

Probabil că cele mai impresionante opere de artă ale artei aztece sunt artefactele cu mozaicuri. Cele mai cunoscute dintre acestea artefacte sunt măștile cu mozaicuri de turcoaz și Șarpele aztec cu două capete, toate din British Museum, ele fiind:
- Masca lui Tezcatlipoca,
- Masca lui Tlaloc sau Quetzalcoatl, și
- Masca lui Xiuhtecuhtli.

Majoritatea bucățelelor mozaicurilor sunt de turcoaz, jadeit sau de cochilii de moluște. Cu astfel de mozaicuri nu erau împodobite doar măști, ci și cranii umane (exemplu: Craniul aztec cu mozaicuri din Muzeul Național de Antropologie al Mexicului), scuturi (exemplu: „Scutul mixtec sau aztec”) și unelte (exemplu: „Cuțitul aztec cu mozaicuri”). Majoritatea obiectelor constă în bucăți de lemn sculptate, pe care au fost lipite mozaicuri, deobieci rășina unui copac fiind folosită ca un lipici. Artizanii mixteci erau foarte pricepuți în arta mozaicurilor.

## Pe regiuni

### ArtaTeotihuacanului

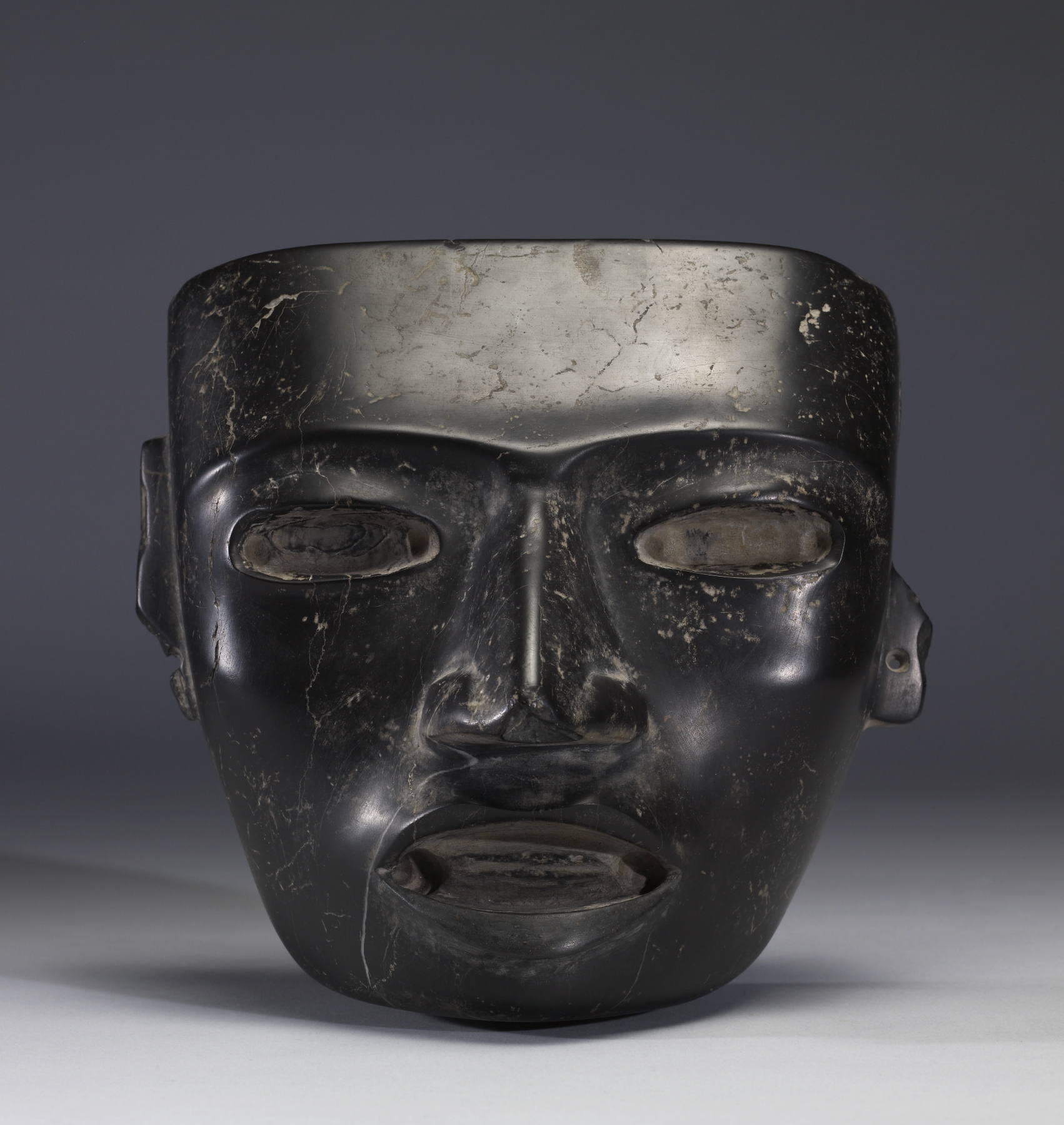
Mască de la Teotihuacan, din aproximativ 250 - 600 e.n., care este expusă la Walters Art Museum din Baltimore, SUA
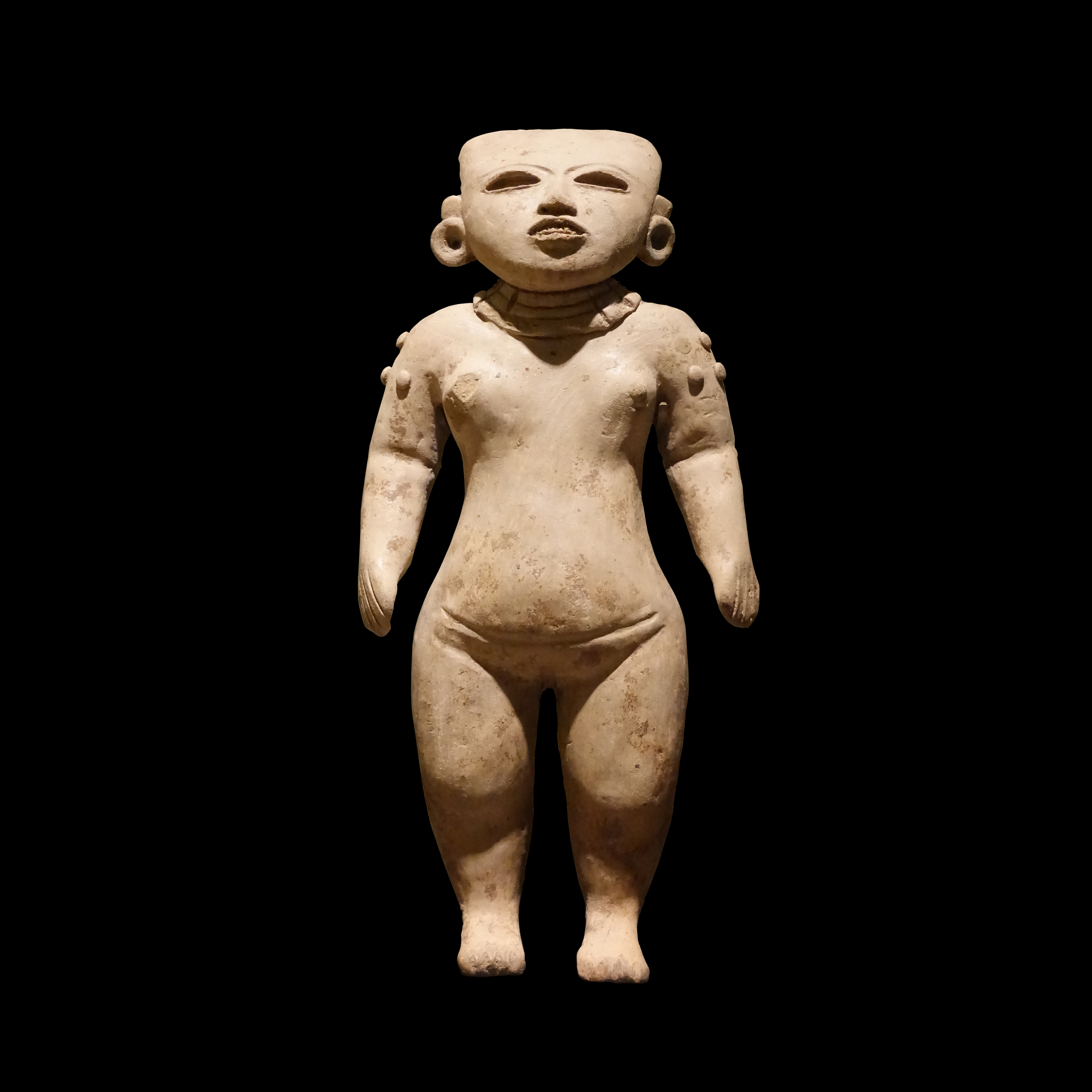
Figurină din perioada dintre secolele al VI-lea și al VII-lea
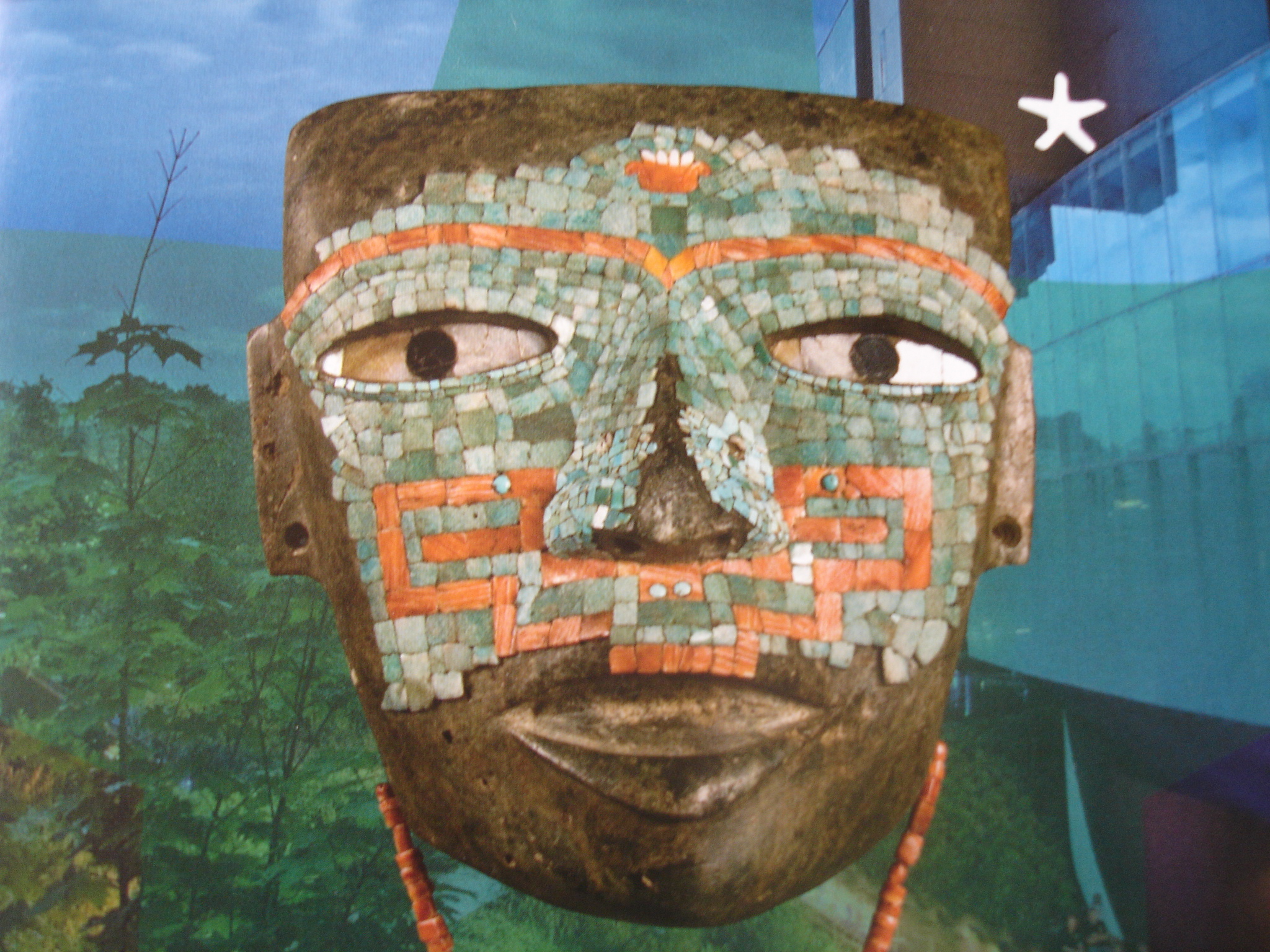
Celebra mască de la Teotihuacan
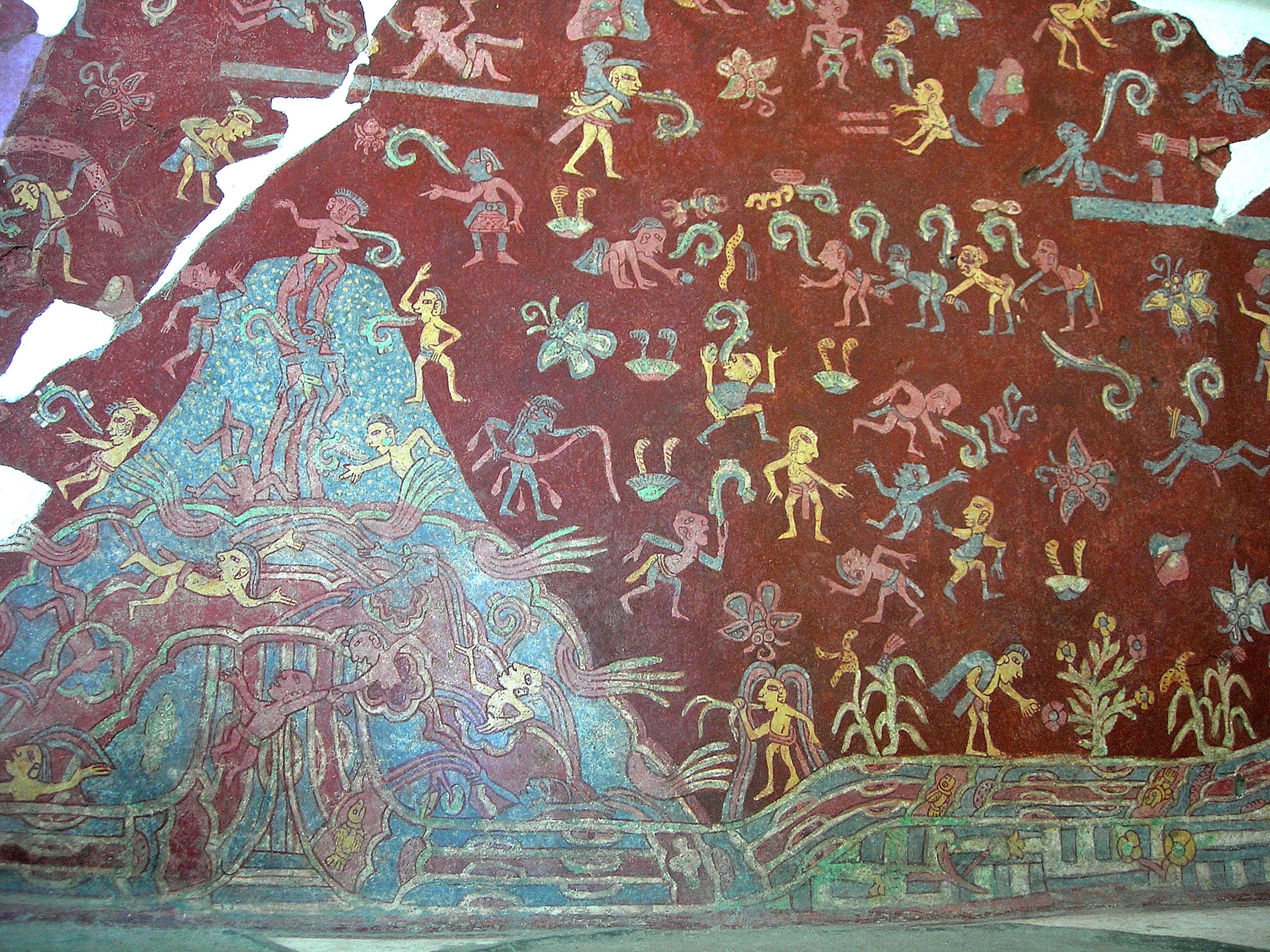
Pictură care reprezintă Muntele Abundenței (cunoscut și ca Paradisul lui Tlaloc)

Spre deosebire de alte civilizații din America Centrală, Teotihuacanul era o cetate austeră, unde jocul formelor arhitecturale nu era însoțit de o sculptură exuberantă, ca în arta mayașă antică. Măștile funerare, recipientele policrome și nenumăratele figurine sunt doar câteva exemple ale capodoperelor produse aici.